# Heinrich VIII. (Brieg)
Heinrich VIII. von Brieg und Liegnitz, genannt mit der Schramme (* 1344; † 11. Juli 1399), war von 1381 bis 1399 Herzog von Lüben und 1398 bis 1399 Herzog von Brieg. Er entstammte dem Geschlecht der Schlesischen Piasten. Seinen Beinamen erhielt er durch eine Verwundung am kaiserlichen Hof im Jahre 1373.

## Herkunft und Familie
Heinrichs Eltern waren Herzog Ludwig I. von Liegnitz und Brieg und Agnes († 1362), Tochter des Herzogs Heinrich IV. († 1342) von Glogau und Sagan.
1369 vermählte sich Heinrich mit Helene, Tochter des Herzogs Otto VIII. († 1334) von Orlamünde, die im selben Jahr verstarb. Dieser Ehe entstammte der Sohn
- Heinrich IX., Herzog von Lüben, Haynau und Ohlau, ⚭ 1396 Anna († 1403), Tochter des Teschener Herzogs Przemislaus.

1379 heiratete Heinrich VIII. in zweiter Ehe Margareta, Witwe des Herzogs Kasimir IV. von Pommern, die eine Tochter des Herzogs Ziemowit III. von Masowien war. Dieser Ehe entstammten die Kinder
- Ludwig II., Herzog von Brieg und Liegnitz, ⚭ 1. 1409 Hedwig Zápolya († 1414); 2. 1418 Elisabeth von Brandenburg, Tochter des Kurfürsten Friedrich I.
- Margareta († 1408)

## Leben
Heinrich VIII. wuchs am Prager Hof des Kaisers Karl IV. auf, in dessen Urkunden er seit 1360 bezeugt ist. Er verbrachte den Großteil seines Lebens im Dienst der Luxemburgischen Herrscher, zuletzt als Kanzler des Königs Wenzel IV. 1381 wurde ihm von seinem Vater Lüben zugewiesen, das er zu seiner Residenz wählte. Nach dem Tod des Vaters 1398 folgte er diesem als Herzog von Brieg, starb jedoch schon ein Jahr später.